# Afzelia xylocarpa

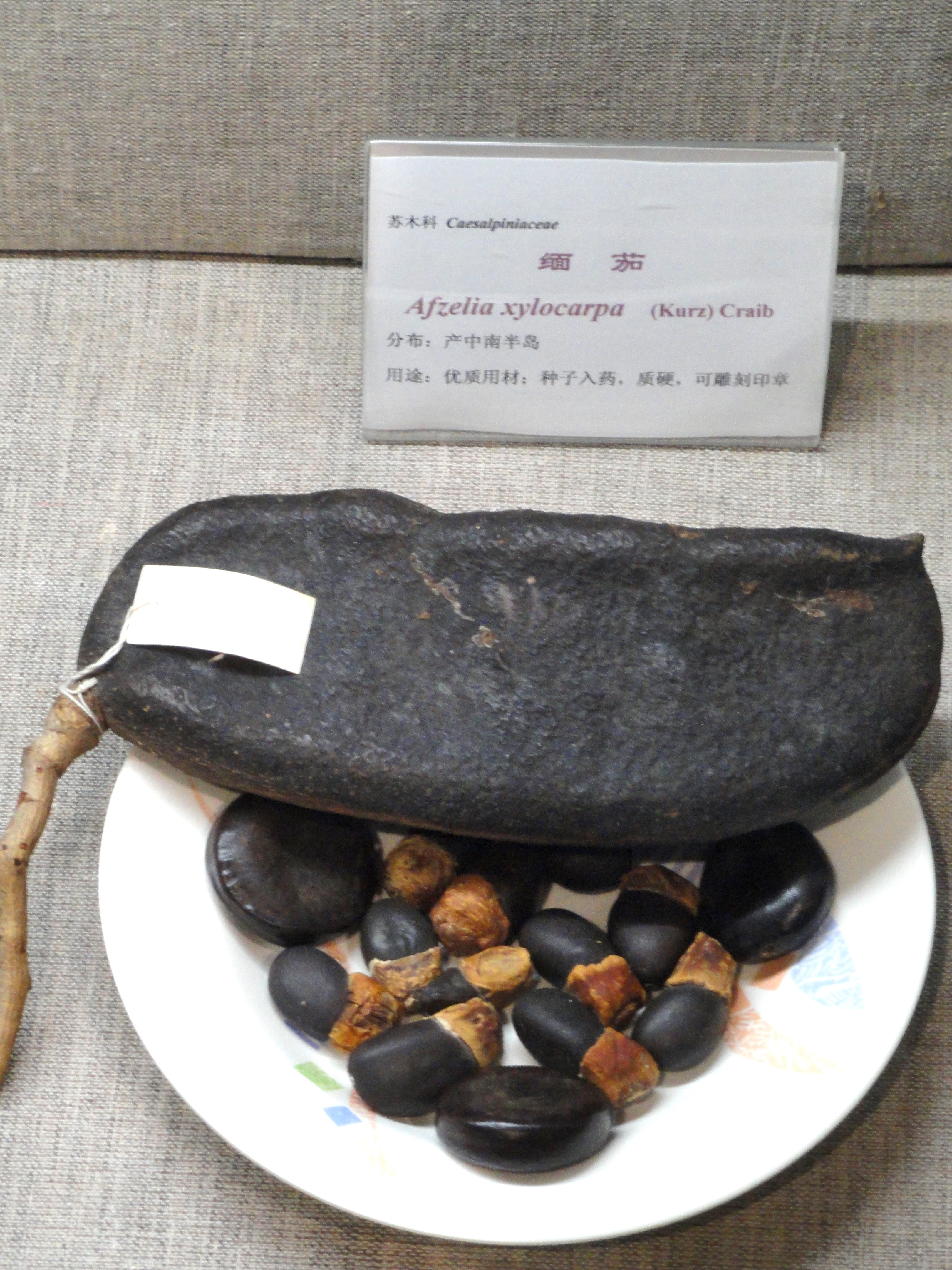
Frucht und Samen

Afzelia xylocarpa ist eine Pflanzenart aus der Gattung Afzelia in der Unterfamilie der Johannisbrotgewächse (Caesalpinioideae) innerhalb der Familie der Hülsenfrüchtler (Fabaceae). Sie stammt aus Südostasien.

## Beschreibung

### Erscheinungsbild und Blatt
Afzelia xylocarpa wächst als Baum, der Wuchshöhen von meist 15 bis 25, manchmal bis zu 40 Meter sowie Stammdurchmesser von über 90 Zentimeter (Brusthöhendurchmesser DBH), selten bis zu 2 Metern erreichen kann. Die Stämme besitzen eine Tendenz gekrümmt und gegabelt zu sein. Oft werden Brettwurzeln gebildet. Die Borke ist braun.
Die Laubblätter sind wechselständig an den Zweigen angeordnet. Die kurzen Blattstiele weisen eine Länge von weniger 5 mm auf. In den paarig gefiederten Blattspreiten stehen drei bis fünf Paare von Fiederblättchen gegenständig zusammen. Die kahlen, papierartigen Blättchen sind bei einer Länge von 4 bis 14 cm und einer Breite von 3,5 bis 6 cm eiförmig oder breit-elliptisch bis fast kreisförmig mit gerundeter bis leicht schräger Spreitenbasis und stumpfem bis spitzem oder eingebuchtetem oberen Ende. Die winzigen Nebenblätter fallen früh ab.

### Blütenstand und Blüte
Die Blütezeit reicht in China von April bis Mai und in Vietnam von März bis April. Die endständigen, rispigen Blütenstände sind dicht gräulich-gelbgrün oder gräulich-weiß flaumig behaart. Die haltbaren, gleich großen Trag- und Deckblätter sind bei einer Länge von etwa 6 mm eiförmig oder dreieckig-eiförmig.
Die gestielten, kleinen Blüten sind zwittrig und zygomorph mit doppelter Blütenhülle. Die vier leicht ungleichen, ledrigen und außen behaarten Kelchblätter sind 1 bis 1,5 cm lang sowie elliptisch mit gerundetem oberen Ende. Der außen behaarte Blütenbecher weist eine Länge von 1 bis 1,3 cm auf. Es ist nur ein hell-purpurfarbenes, verkehrt-eiförmiges bis fast kreisförmiges Kronblatt vorhanden, das zottig behaart genagelt ist. Es sind meist 7 fertile Staubblätter vorhanden, die die Blütenhüllblätter deutlich überragen. Die an ihrer Basis verwachsenen Staubfäden sind 3 bis 3,5 cm lang und an ihrem unteren Bereich flaumig behaart. Es sind 3 Staminodien vorhanden. Das nicht mit dem Blütenbecher verwachsene, mittelständige, seitlich am Blütenbecher stehende und gestielte Fruchtblatt ist schmal länglich und behaart. Der lange Griffel überragt die Blütenhüllblätter.

### Frucht und Samen
Die bei Reife schwärzlich-braune und holzige Hülsenfrucht ist bei einer Länge von 11 bis 20 cm und einer Breite von 7 bis 9 cm abgeflacht und länglich. Die Hülsenfrüchte bleiben eine lange Zeit am Baum, bevor sie sich öffnen und zwei bis fünf Samen freigeben. Die Früchte reifen in China zwischen November und Dezember und in Vietnam zwischen September und Dezember.
Die relativ großen Samen sind bei einer Größe von etwa 2–3 cm leicht abgeflacht und eiförmig bis länglich. Die dicke, glänzende Samenschale ist schwarz, dunkelbraun oder rötlich-braun. An der Radicula befindet sich ein großer, fester, oranger und becherförmiger Arillus. Die Samen enthalten kein Endosperm und der gerade Embryo besitzt zwei fleischige mehr oder weniger flache Keimblätter (Kotyledonen).

## Vorkommen und Gefährdung
Das Verbreitungsgebiet von Afzelia xylocarpa umfasst Thailand, Vietnam, Kambodscha, Laos und Myanmar. In ihrem natürlichen Verbreitungsgebiet wächst sie in Höhenlagen zwischen 100 und 650 Meter in Gebieten mit einem Jahresniederschlag von 1000 bis 1500 mm, die Trockenzeiten dauern 5 bis 6 Monate, die Jahresdurchschnittstemperatur beträgt 20 bis 32 °C und die Minimumtemperatur darf 10 °C nicht unterschreiten. Sie gedeiht natürlich in von dichten Immergrünen Wäldern bis offenen Dipterocarpus-Trockenwäldern. Afzelia xylocarpa wird in einigen tropischen Gebieten angebaut.
Durch einen hohen Grad der Nutzung und Habitatverlust ist Afzelia xylocarpa eine gefährdete Art und große Exemplare sind nur noch schwer zu finden. Afzelia xylocarpa ist in der Roten Liste der Gefährdeten Arten der IUCN als „endangered“ = „stark gefährdet“ gelisted.

## Systematik
Die Erstbeschreibung dieser Art erfolgte 1877 unter dem Namen Pahudia xylocarpa durch den deutschen Botaniker Sulpiz Kurz in Forest Flora of British Burma, 1, S. 413. William Grant Craib stellte sie 1912 in Bulletin of Miscellaneous Information Kew, 1912 (6), S. 267 in die Gattung Afzelia. Weitere Synonyme für Afzelia xylocarpa (Kurz) Craib sind: Afzelia cochinchinensis (Pierre) J.Léonard, Pahudia cochinchinensis Pierre.

## Nutzung
Das rötliche, harte Holz, mit dem Handelsnamen „Makamong“, wird vielseitig verwendet beispielsweise für hochwertige Möbel, Schnitzereien, Hausbau, Musikinstrumente, Messergriffe, Federn, Drechselarbeiten.
Mit der Rinde werden Tierhäute gefärbt. Die Samen werden für Schnitzereien verwendet.
Die dicken Keimblätter und junge Samen sind essbar.
Die medizinischen Wirkungen wurden untersucht. Afzelia xylocarpa wird in der traditionellen chinesischen Medizin zur Behandlung von Zahnschmerzen und Augenkrankheiten verwendet.
Das Potential zur Holzproduktion ist hoch, aber es sind forstwissenschaftliche Untersuchungen erforderlich. Von Vorteil ist die Stickstofffixierung in der Forstwirtschaft und zur Bodenverbesserung. Bisher erfolgt der Anbau nur in sehr kleinen Maßstab.

## Trivialnamen in einigen Sprachen (Auswahl)
- Khmer: បេង (beːŋ)
- Laotisch: ຄ່າ (kʰāː|)
- Mandarin: 缅茄 (pinyin: "miǎnqié")
- Thai:มะค่าโมง (ma/  kha:/  mo:ng)
- Vietnamesisch: Gõ đỏ.